# Urząd Lindow (Mark)
Urząd Lindow (Mark) (niem. Amt Lindow (Mark)) – urząd w Niemczech, leżący w kraju związkowym Brandenburgia, w powiecie Ostprignitz-Ruppin. Siedziba urzędu znajduje się w mieście Lindow (Mark).
W skład urzędu wchodzą cztery gminy:
1. Herzberg (Mark)
2. Lindow (Mark)
3. Rüthnick
4. Vielitzsee